# Kolej krzesełkowa na Mosorny Groń
Kolej krzesełkowa na Mosorny Groń – całoroczna kolej krzesełkowa z krzesełkami 4-osobowymi, z Zawoi-Policzne na Mosorny Groń w Beskidzie Żywieckim. Kolej wyprodukowała firma Pomagalski S.A., a operatorem są Polskie Koleje Linowe S.A.

## Historia
W październiku 2001 została zarejestrowana spółka „Ośrodek Turystyczno-Narciarski "Mosorny Groń" Sp. z o.o.”. Udziałowcami byli m.in. mieszkańcy i samorząd Zawoi (który wniósł aportem do spółki działki gminne o ówczesnej wartości 1 mln złotych w zamian za 22% udziałów) oraz kilka krakowskich firm. Kłopoty finansowe i konflikty między niektórymi współwłaścicielami od początku utrudniały inwestycję. Ukończono ją kosztem ponad 15 mln zł, w tym ok. 10 mln kredytu pod zastaw gminnych gruntów. Kolej krzesełkowa została uruchomiona w 2003. Dotychczasowy operator ogłosił upadłość likwidacyjną (sąd ogłosił upadłość w październiku 2008). Syndyk masy upadłości ogłosił w kwietniu 2009 przetarg na zakup ośrodka (cena wywoławcza 16 504 217,31 zł). Przedmiotem przetargu były nieruchomości składające się z 26 działek o łącznej powierzchni ponad 3,67 ha oraz stacja narciarska z hotelem, parking, kolej krzesełkowa oraz inne maszyny i urządzenia. W kwietniu 2010 ośrodek kupiły Polskie Koleje Linowe S.A. (przejęcie nastąpiło w sierpniu tego roku).
Kolej wraz z poprowadzoną wzdłuż niego trasą narciarską, która na okres od stycznia 2015 do listopada 2025 ma przyznaną licencję FIS na rozgrywanie krajowych i międzynarodowych zawodów narciarskich w slalomie i slalomie gigancie oraz kilkoma  wyciągami i trasami, stanowi Ośrodek Turystyczno-Narciarski Mosorny Groń w Zawoi.

## Dane techniczne
| Kolej krzesełkowa                     | na Mosorny Groń |
| ------------------------------------- | --------------- |
| Długość trasy [m]                     | 1420            |
| Poziom stacji dolnej [m n.p.m.]       | 709             |
| Poziom stacji górnej [m n.p.m.]       | 1045            |
| Różnica poziomów [m]                  | 336             |
| Podpory trasowe                       | 12              |
| Typ krzesełek                         | 4-osobowe       |
| Liczba krzesełek                      | 176             |
| Zdolność przewozowa [osób na godzinę] | 2400            |

## Galeria

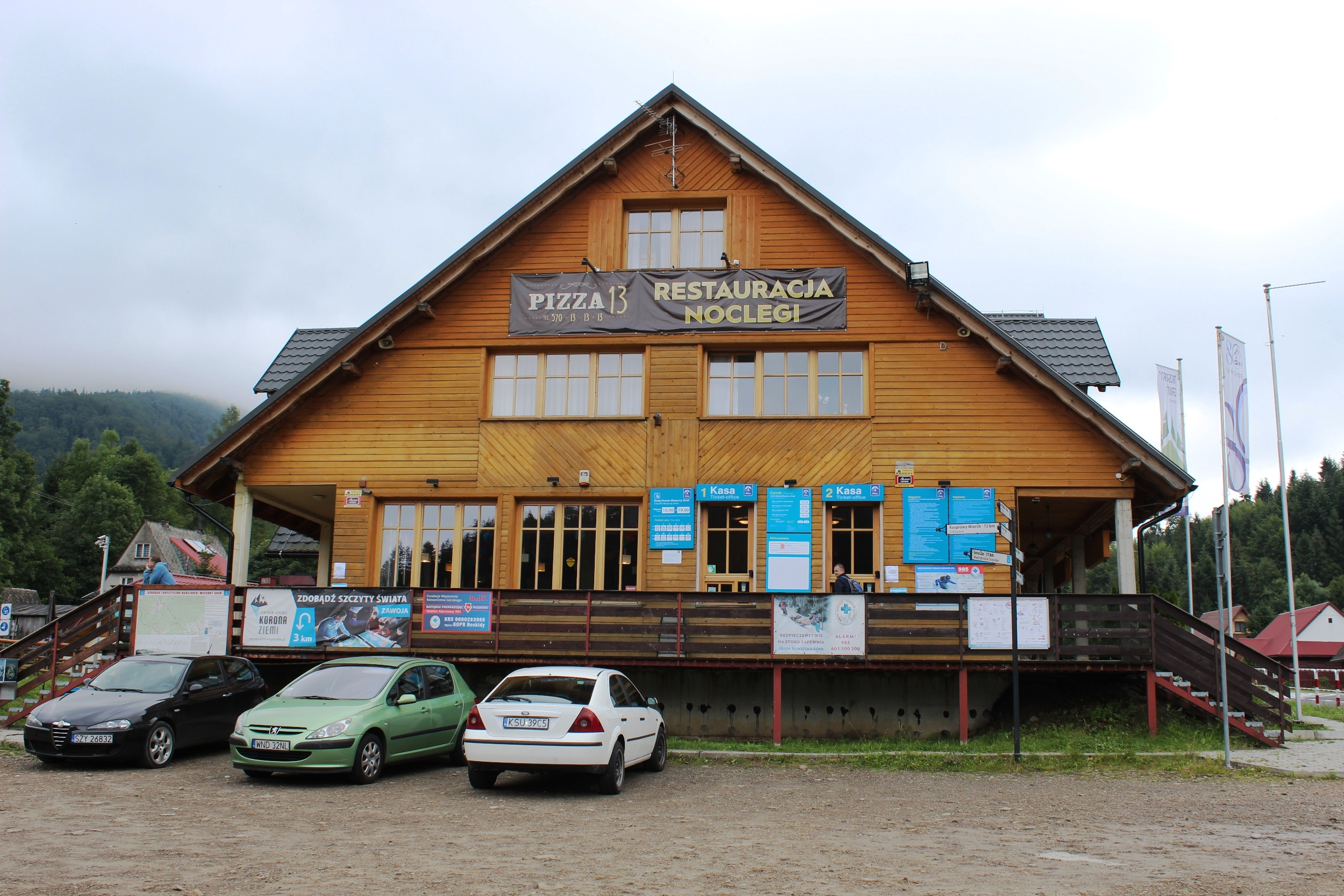
Budynek dolnej stacji
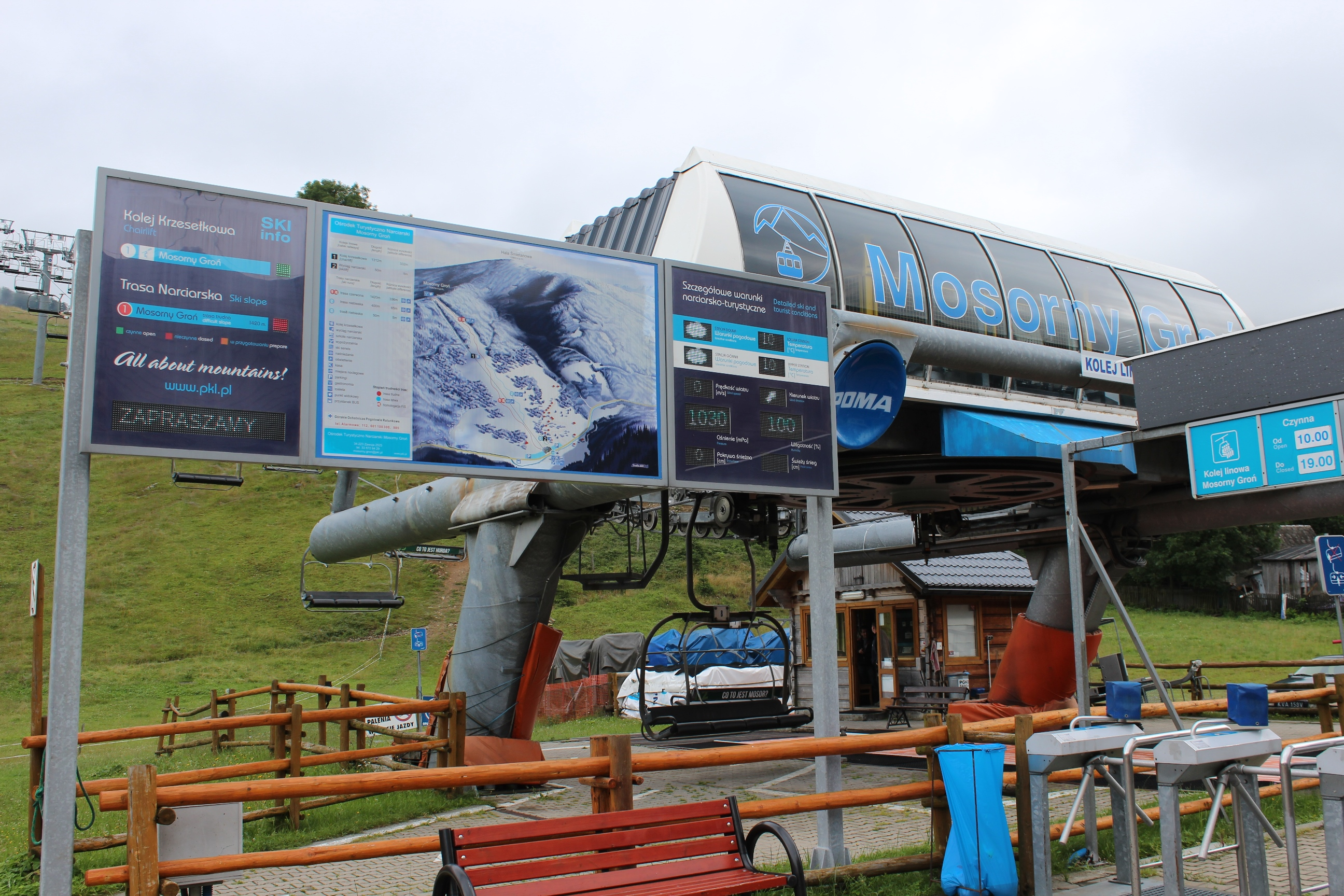
Dolna stacja kolei
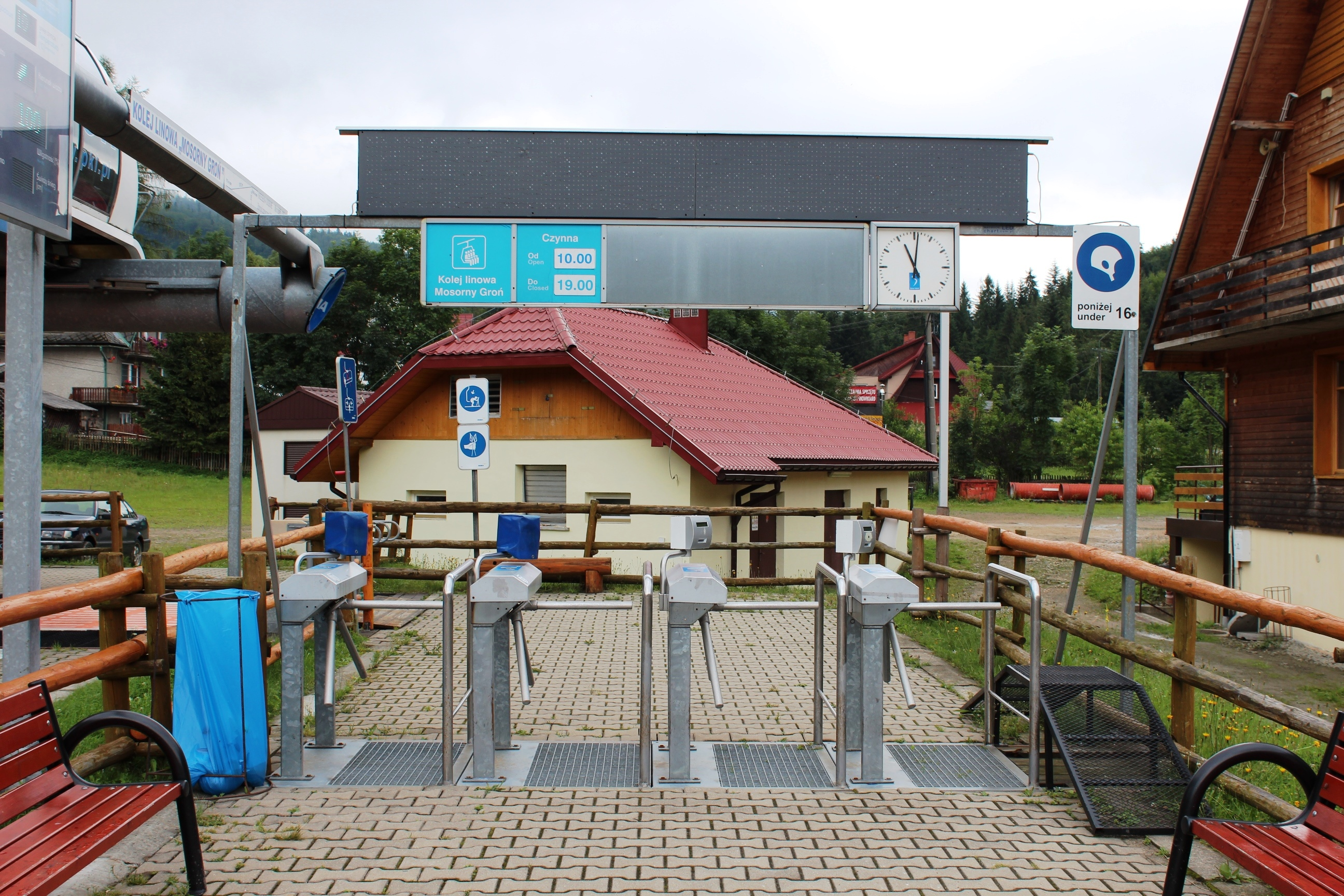
Bramki na dolnej stacji
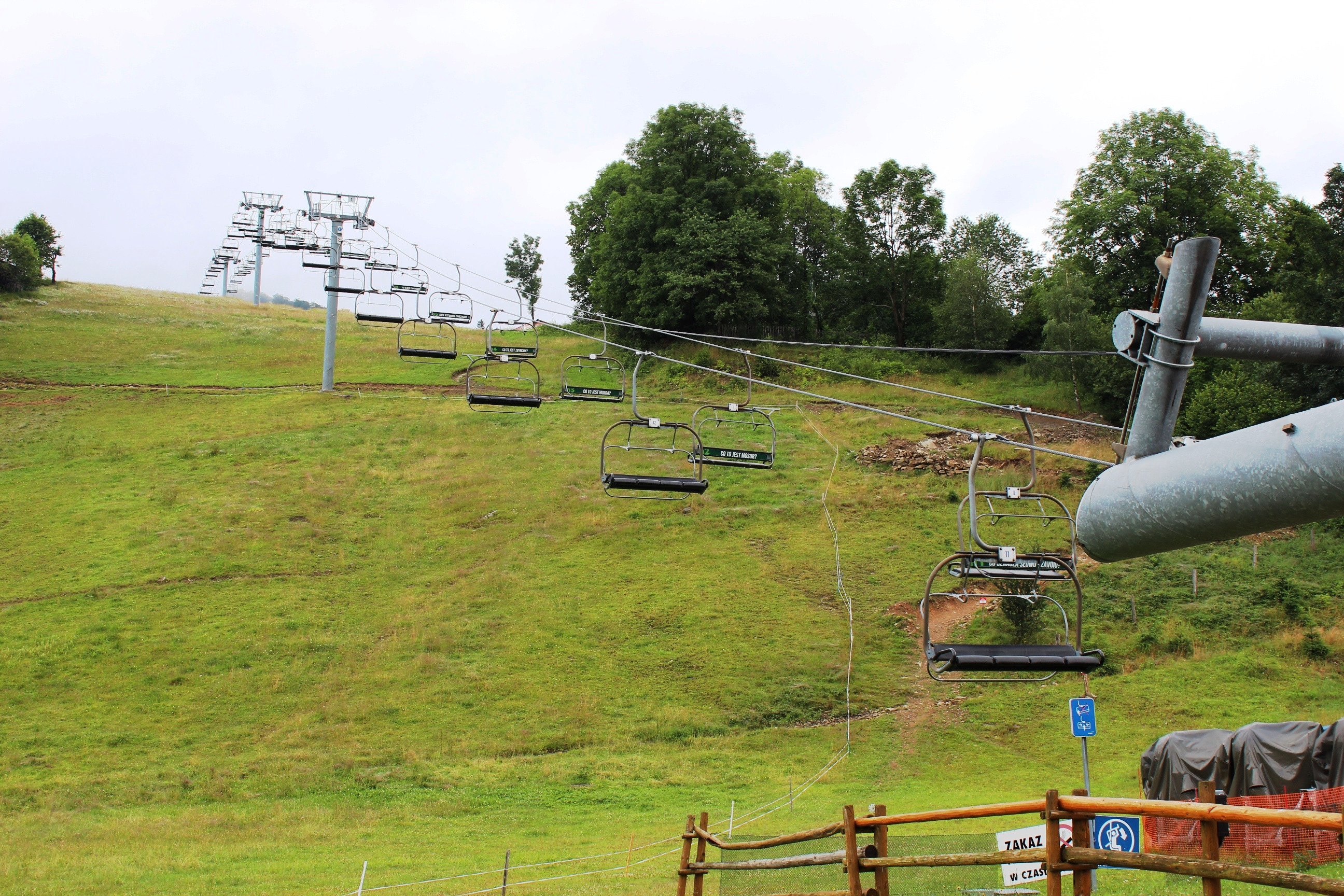
Dolny odcinek kolei
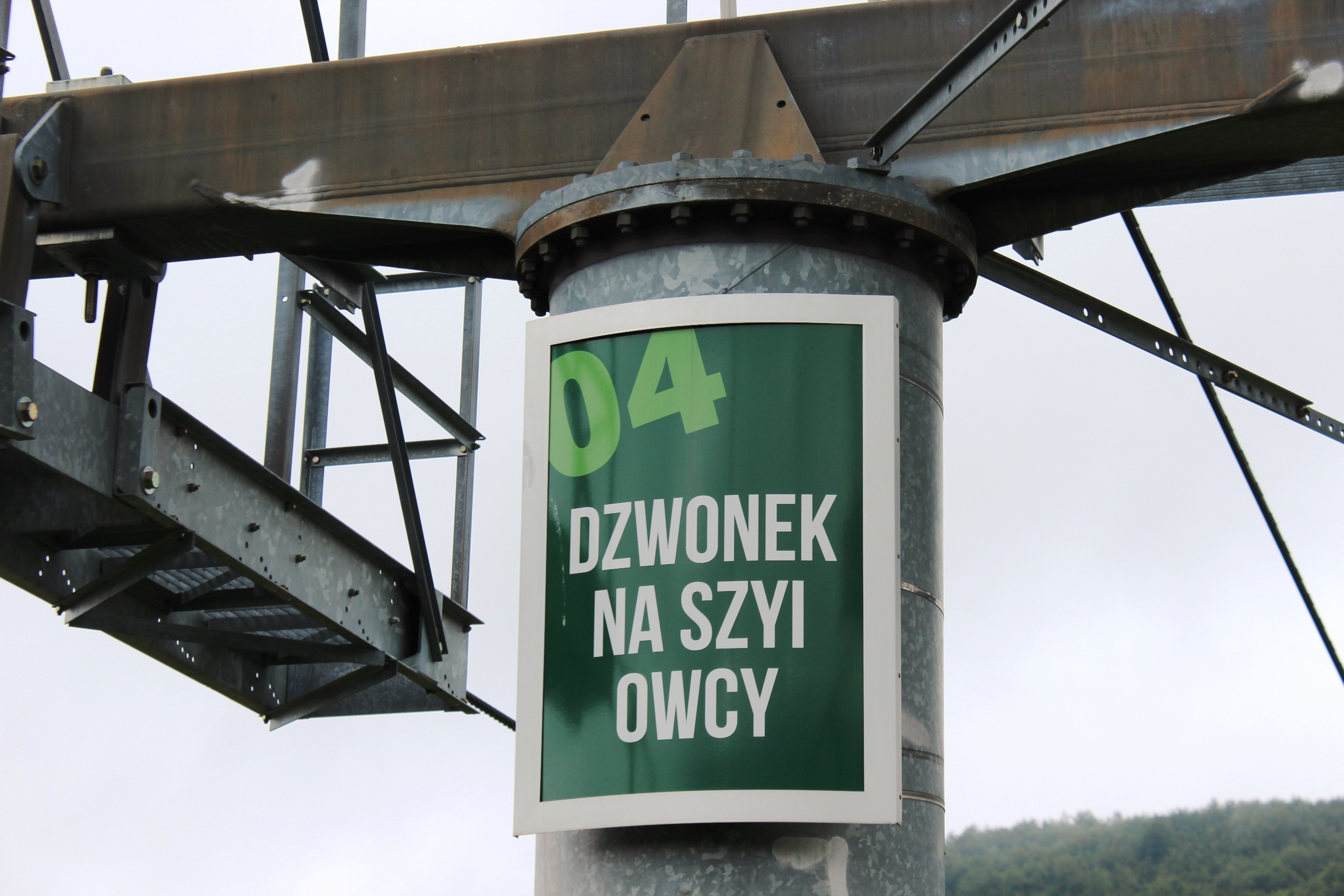
Fragment podpory trasowej
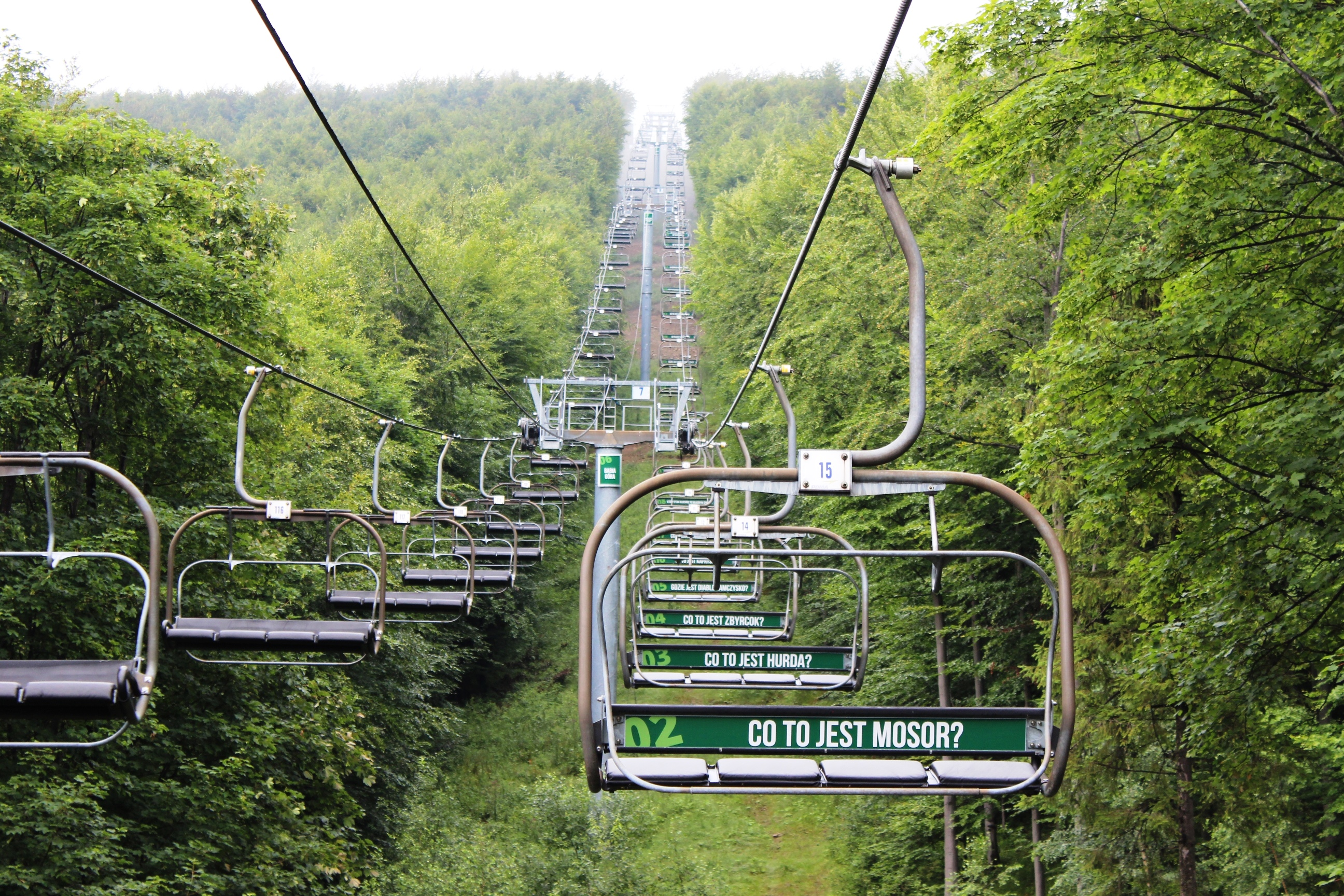
Środkowy odcinek kolei przez las
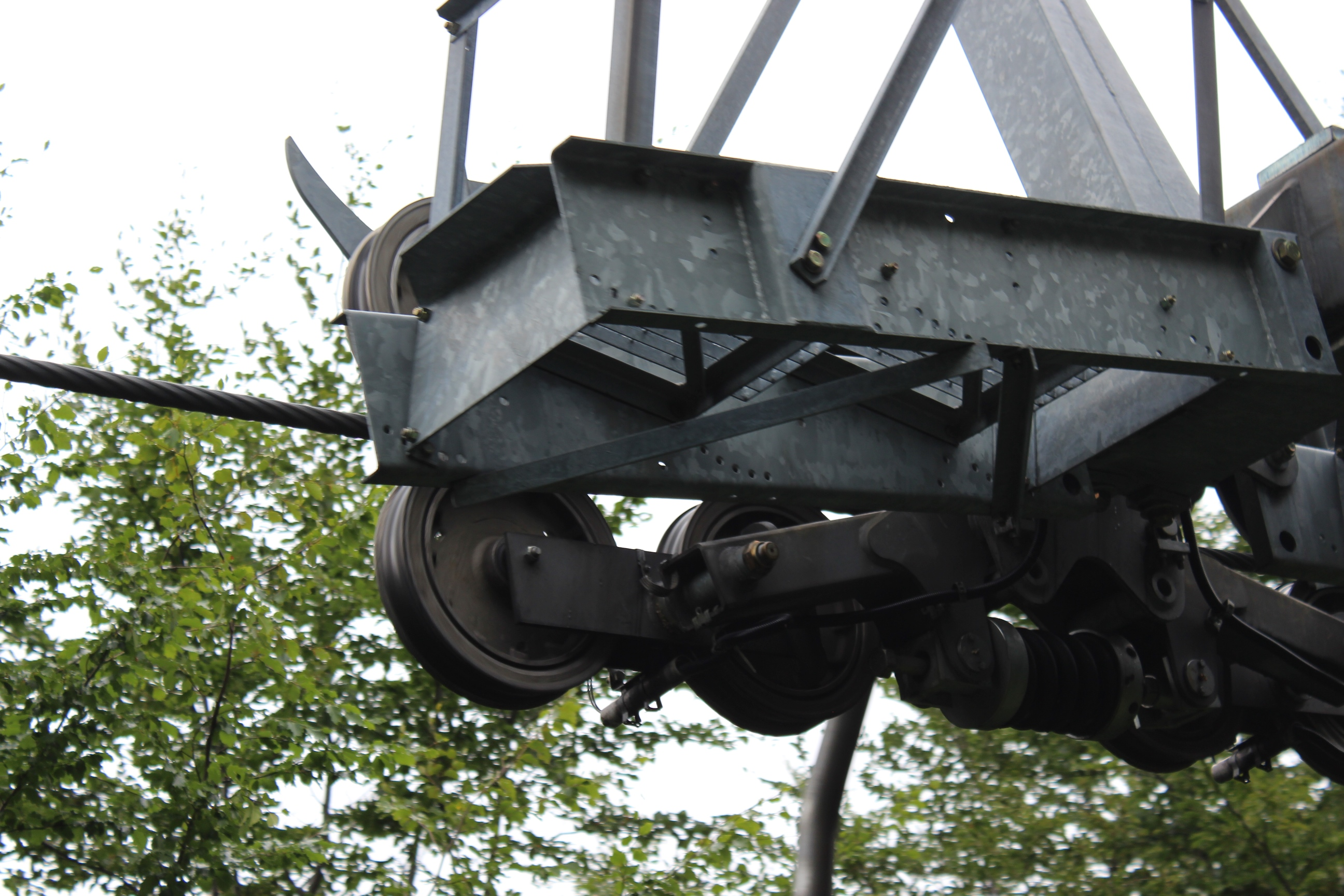
Fragment podpory trasowej
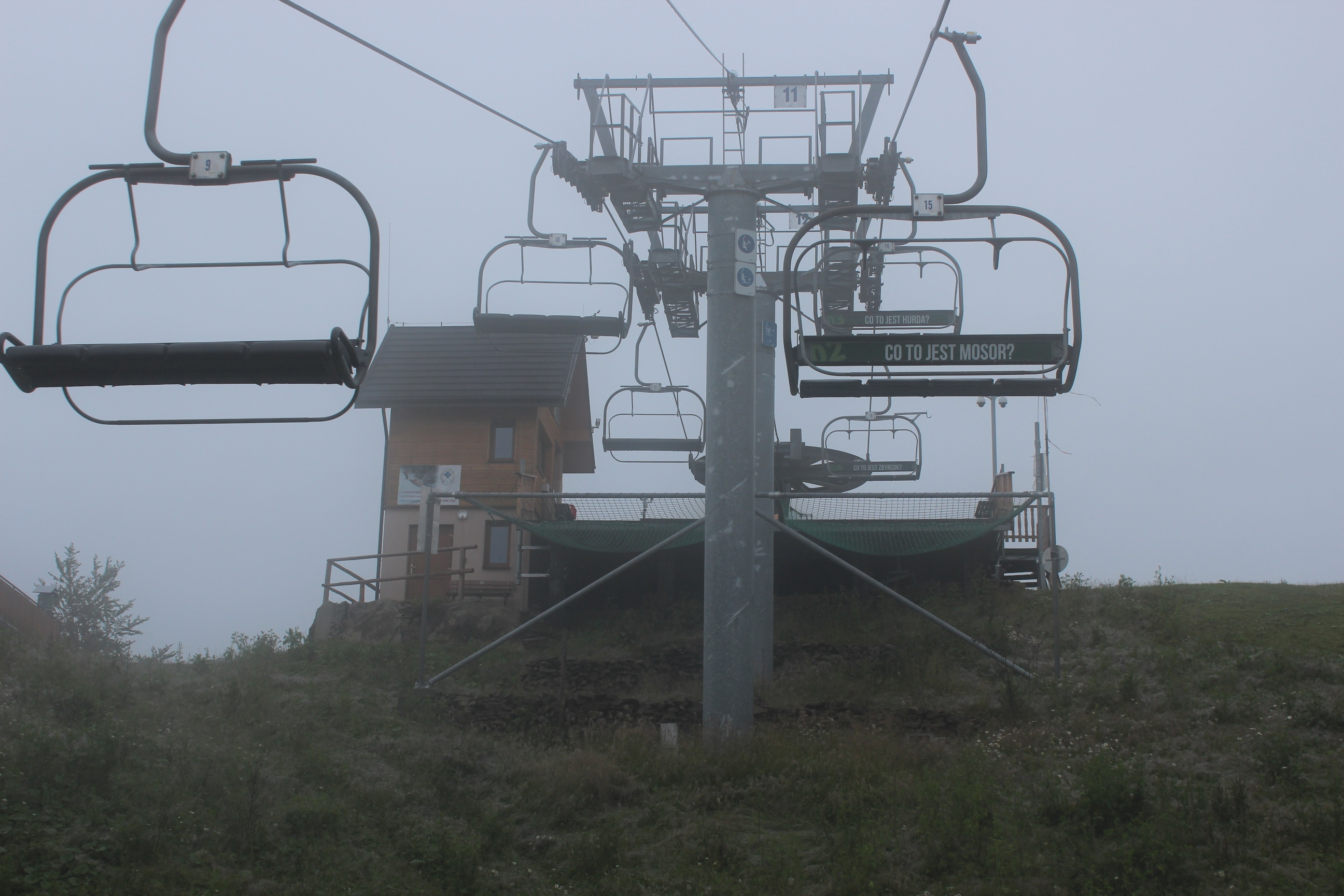
Dojazd do górnej stacji
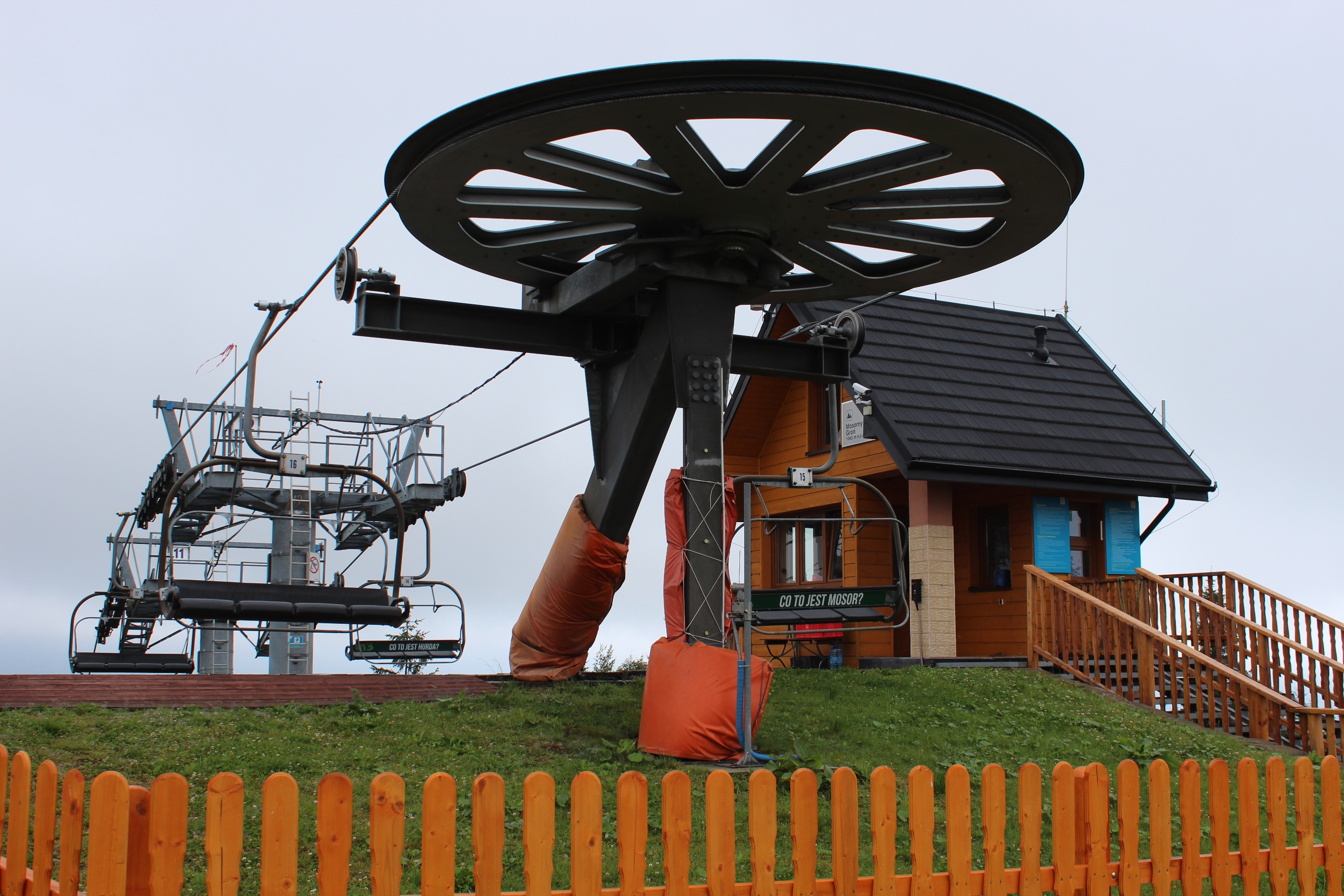
Górna stacja kolei
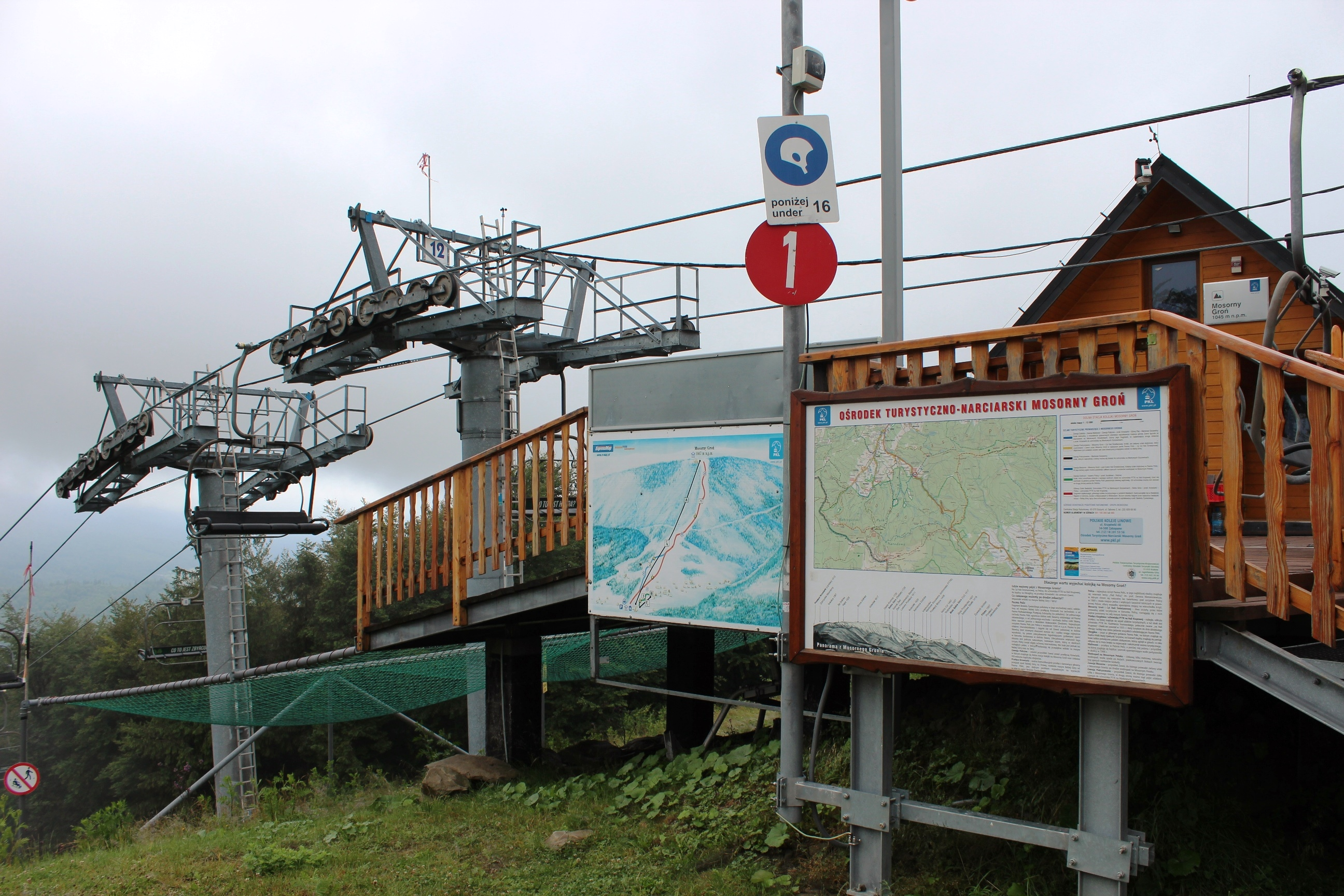
Górna stacja kolei
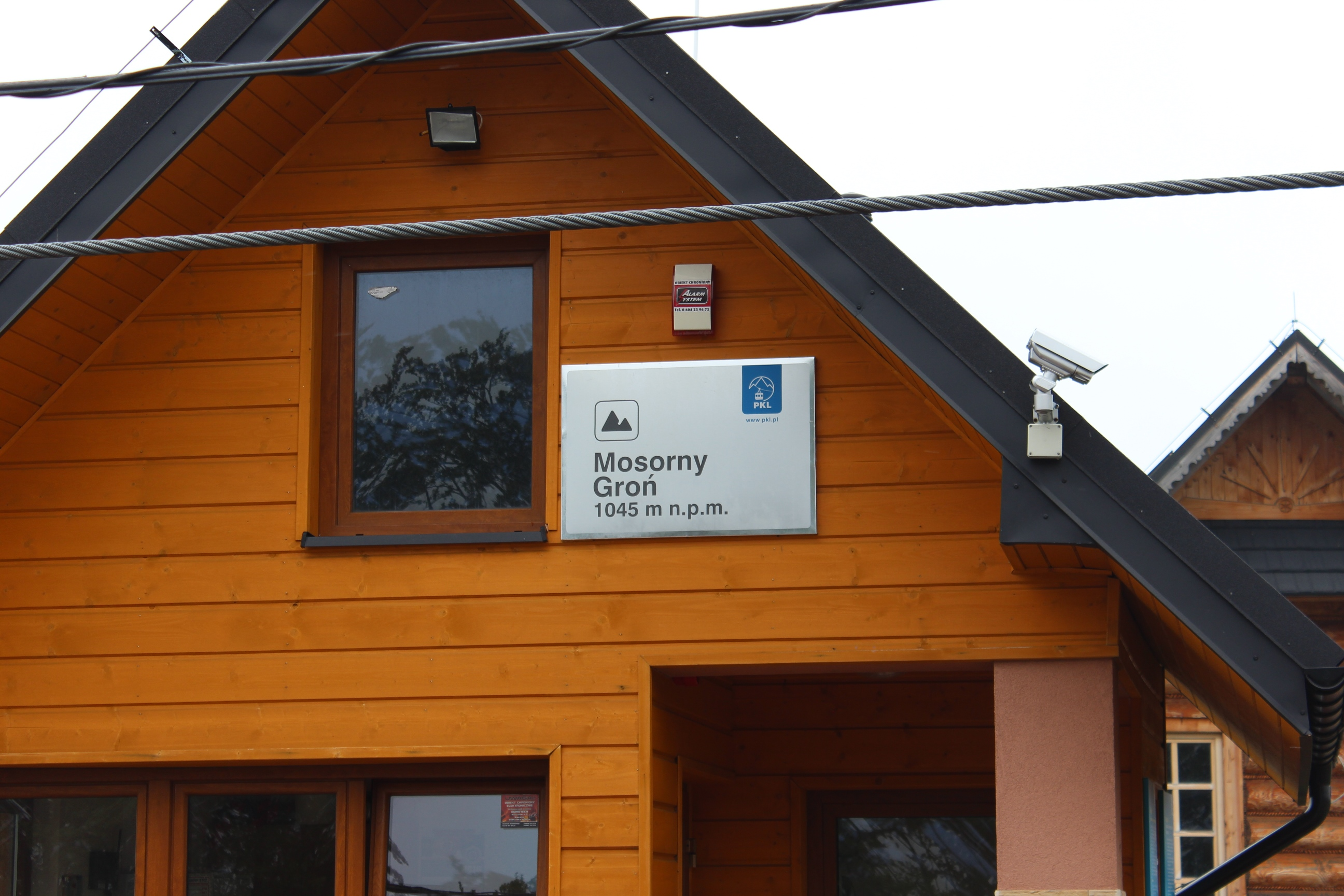
Budynek górnej stacji
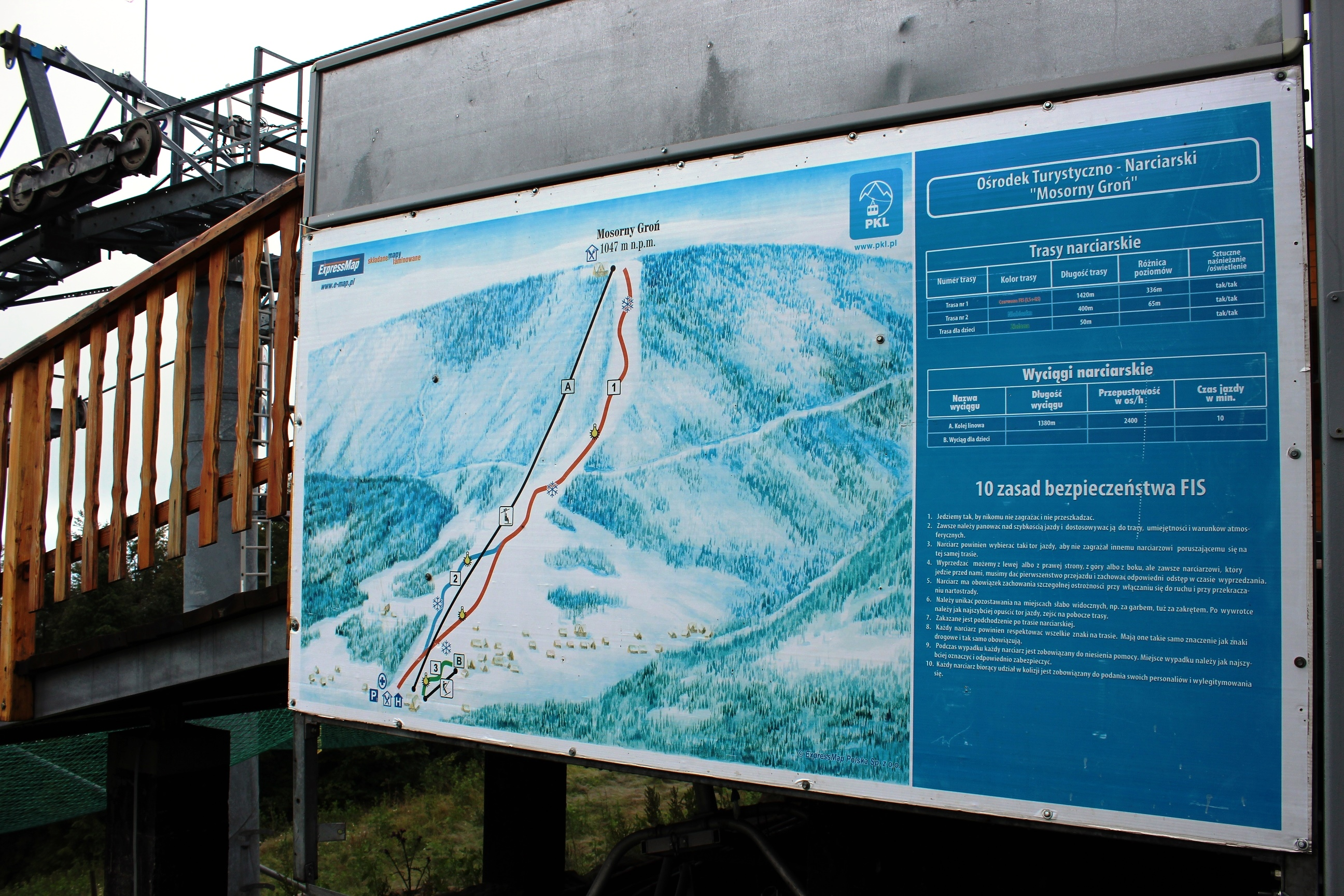
Plan ośrodka narciarskiego